# Джунглі (фільм, 2017)
«Джунглі» (англ. Jungle) — австралійська пригодницька кінодрама режисера і продюсера Грега Макліна, що вийшла 2017 року. Стрічка створена на основі реальних подій і розповідає про чоловіка, який загубився в Амазонських джунглях. У головних ролях Денієл Редкліфф, Алекс Рассел, Томас Кречманн.
Вперше фільм продемонстрували 3 серпня 2017 року на Міжнародному кінофестивалі у Мельбурні в Австралії, а в Україні у широкому кінопрокаті показ фільму відбувся 2 листопада 2017 року.

## Опис
Молодий хлопець Йоссі Ґінсберґ залишає спокійне життя і вирушає на пошуки себе углиб Амазонських джунглів. Протягом року він подорожує второваними дорогами, поки разом з двома новими друзями не зустрічає таємничого Карла Рушпрехтера і не їде з ним у найбільш незвідані куточки джунглів. Те, що починається як втілення мрії, уже невдовзі перетворюється на страшний тест на виживання, віру та стійкість духу.

## У ролях
| Актор           | Персонаж        | Роль                 |
| --------------- | --------------- | -------------------- |
| Денієл Редкліфф | Йоссі Ґінсберґ  | ізраїльський турист  |
| Алекс Рассел    | Кевін Гейл      | друг Маркуса         |
| Томас Кречманн  | Карл Рушпрехтер | австрієць            |
| Ясмін Кассім    | Кіна            |                      |
| Джоел Джексон   | Маркус Стамм    | швейцарський учитель |
| Яцек Коман      | Моні Ґінсберґ   |                      |

## Створення фільму

### Знімальна група
- Кінорежисер — Грег Маклін
- Сценарист — Джастін Монджо
- Кінопродюсери — Грег Маклін, Тодд Фелман, Майк Габраві, Гарі Гамільтон, Марк Лазар і Дана Лустіг
- Виконавчі продюсери — Йосі Ґінсберґ, Лоуренс Грінберг, Джеф Гаррісон, Беррі Меєровіц, Ренді Саймон і Інг Е
- Композитор — Джонні Клімек
- Кінооператор — Стефан Дуссіо
- Кіномонтаж — Шон Лагіф
- Підбір акторів — Бен Паркінсон
- Художник-постановник — Метью Путленд
- Артдиректор — Діана Трухільо[6].

### Виробництво
Знімання фільму розпочалося 19 березня 2016 року і завершилось 13 квітня 2016 року.

## Сприйняття

### Оцінки і критика
Від кінокритиків фільм отримав змішані відгуки: Rotten Tomatoes дав оцінку 50 % на основі 36 відгуків від критиків (середня оцінка 5,5/10). Загалом на сайті фільм має змішані оцінки, фільму зарахований «гнилий помідор» від фахівців, Metacritic — 48/100 на основі 14 відгуків критиків. Загалом на цьому ресурсі від фахівців фільм отримав схвальні відгуки.
Від пересічних глядачів фільм отримав змішані відгуки: на Rotten Tomatoes 61 % зі середньою оцінкою 3,7/5 (2 287 голосів), фільму зарахований «попкорн», на Metacritic — 7,4/10 на основі 7 голосів, Internet Movie Database — 6,7/10 (5 791 голос).

### Касові збори
Під час показу в Україні, що розпочався 2 листопада 2017 року, протягом першого тижня на фільм було продано 23 755 квитків, фільм показали на 106 екранах і він зібрав 1 982 992 ₴, що на той час дозволило йому зайняти 5 місце серед усіх прем'єр.

### Виноски
1. 1 2 3  Джунглі. Kinomania. Архів оригіналу за 1 жовтня 2017. Процитовано 4 жовтня 2017.
2. ↑  ДЖУНГЛІ (українською) . Архів оригіналу за 2 листопада 2017. Процитовано 2 листопада 2017.
3. 1 2  Zack Sharf (14 червня 2017). ‘Jungle’ Trailer: Daniel Radcliffe Gets Sent to Wilderness Hell By ‘Wolf Creek’ Director Greg McLean (англійською) . IndieWire. Архів оригіналу за 16 вересня 2017. Процитовано 1 жовтня 2017.
4. 1 2  Джунглі. Kino-teatr.ua. Архів оригіналу за 6 жовтня 2017. Процитовано 1 жовтня 2017.
5. ↑  Box Office Mojo — 1999.
6. ↑  Jungle: Full Cast & Crew (англійською) . Internet Movie Database. Архів оригіналу за 17 червня 2017. Процитовано 1 жовтня 2017.
7. ↑  Filming Wraps in Colombia on Adventure Drama Jungle, Starring Daniel Radcliffe and Supported by Law 1556 (англійською) . Locationcolombia.com. 3 червня 2016. Архів оригіналу за 27 грудня 2016. Процитовано 28 жовтня 2017.
8. 1 2  Jungle (англійською) . Rotten Tomatoes. Архів оригіналу за 26 листопада 2017. Процитовано 1 листопада 2017.
9. 1 2  Jungle (англійською) . Metacritic. Архів оригіналу за 25 січня 2018. Процитовано 1 листопада 2017.
10. ↑  Jungle (англійською) . Internet Movie Database. Архів оригіналу за 1 листопада 2017. Процитовано 1 листопада 2017.
11. ↑  Олексій Першко (8 листопада 2017). Бокс-Офіс 44 (2017): Божественна велич. Kino-teatr.ua. Архів оригіналу за 8 листопада 2017. Процитовано 9 листопада 2017.